# パンダ (古代都市)
パンダはカシミール地方からヒマラヤにかけて存在したといわれている古代都市。ただ詳細は分かっていない。

## カシミールの歴史
サンスクリット語による歴史書には以下の記述がある。
古代イスラエルの最盛期を築いたイスラエル王国第3代の王ソロモンはカシミールに居住した。
ソロモンは多くの天使や悪魔を操ると共に「ソロモンの指輪」という指輪をはめて動物や植物との会話もしたことでも知られる。
従兄弟に主権を譲ったうちの一人（52代続く王家の4代目）にバンドー（Bândou）またはパーンドゥ・カーン（Pândou Khan）と呼ばれる者がおり、彼は一生の間に子孫を少なくとも1万5千人もうけインドの歴史の中でとても有名になった。
パーンダヴァ（Pân'd'ava）とカウラヴァ（Kaûrava）の最初の祖先クブル（Kburou）はインドのより中央に住んでいたが、カシミールはパーンダヴァ（パーンドゥの子）の出身地とみなされる

## パンダにちなんだ名前

### PANDASSA
バングラデシュ北西部の（都市ランプル管区の）サルハタの南にパンダサ（pandassa）という都市があった。
＜その詳細は分からないとされる＞
ジャイアントパンダをトリビュートする名前として、今は無効（シノニム）となっている蝶の学名に、Genus:Pandassana Moore, 1898 . Lep. ind. 3 : 146があり、その公表日が遅い方の名前（ジュニアネーム）としてPandassa Adamson, 1905: 177がある。

### PANDAK
マレーシアに住むオランウータンの一種で、スマトラに住むものはOrang Pandak (Pygmy)と呼ばれる。